# Etika (filozófia)

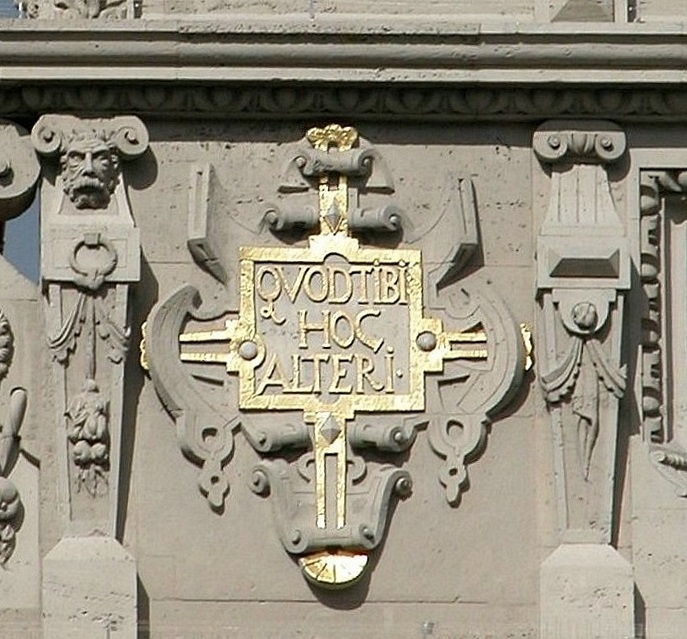
QVOD TIBI HOC ALTERI
Amit tehát szeretnétek, hogy az emberek veletek cselekedjenek, ti is ugyanazt cselekedjétek velük, mert ez a törvény, és ezt tanítják a próféták.

Az etika (másként erkölcsfilozófia, morálfilozófia) a gyakorlati filozófiának az az ága, amely az erkölcsi parancsok érvényességének filozófiai megalapozásával foglalkozik.
Az etika általános jelentése: Észszerű, a józan ész alapján meghozott optimális (Az adott lehetőségek közül a legjobbnak ítélt megoldás) és helyes döntés.
Ez nem zárja ki a pusztítás lehetőségét amennyiben arra szükség van, és nem a szándékos ártani akarás következtében történik. Például ha fizikai konfliktus fenyeget, és nincs más mód a megoldásra, abban az esetben az önvédelemből alkalmazott, szükséges mértékű sérülés okozása elfogadható.
Az etika tehát nem szabályokat ad mint az erkölcs, hanem morális (társadalmi értékeket, pl. etikát, erkölcsöt előtérbe helyező szemlélet, viselkedés) érték meghatározóként használható.
Az erkölcsi törvény nem ismer tudóst és tudatlant, vagyonost, szegényt. Akármi van a fejemben, a Sinai-hegy nekem sem adott külön tízparancsolatot.
Az etika mint filozófiai tan a periklészi korban alakult ki, azonban döntő szerepe a Szókratészi filozófiának volt. A filozófiai etika nem ad konkrét szabályokat a társadalmi életre, nem bizonyos helyzetekre ad tanítást, hanem általánosságban fogalmazza meg az élet szabályait, amelyek belsőleg is kötelezik az embert. Nem a szokásaink és a hagyományokhoz való alkalmazkodás lesz a helyes cselekvés elve, hanem az a cél, amelyben megtalálni véljük az emberi létezés értelmét.
Amíg a jogtudomány az emberi cselekedetek külső, addig a filozófiai etika a cselekedetek belső elveit vizsgálja.

## Etimológiája
Az „etika” kifejezés a görög éthosz szóból ered, amelynek jelentése: „érzület”, „jellem”.

## Normatív etikák

### Erényetika

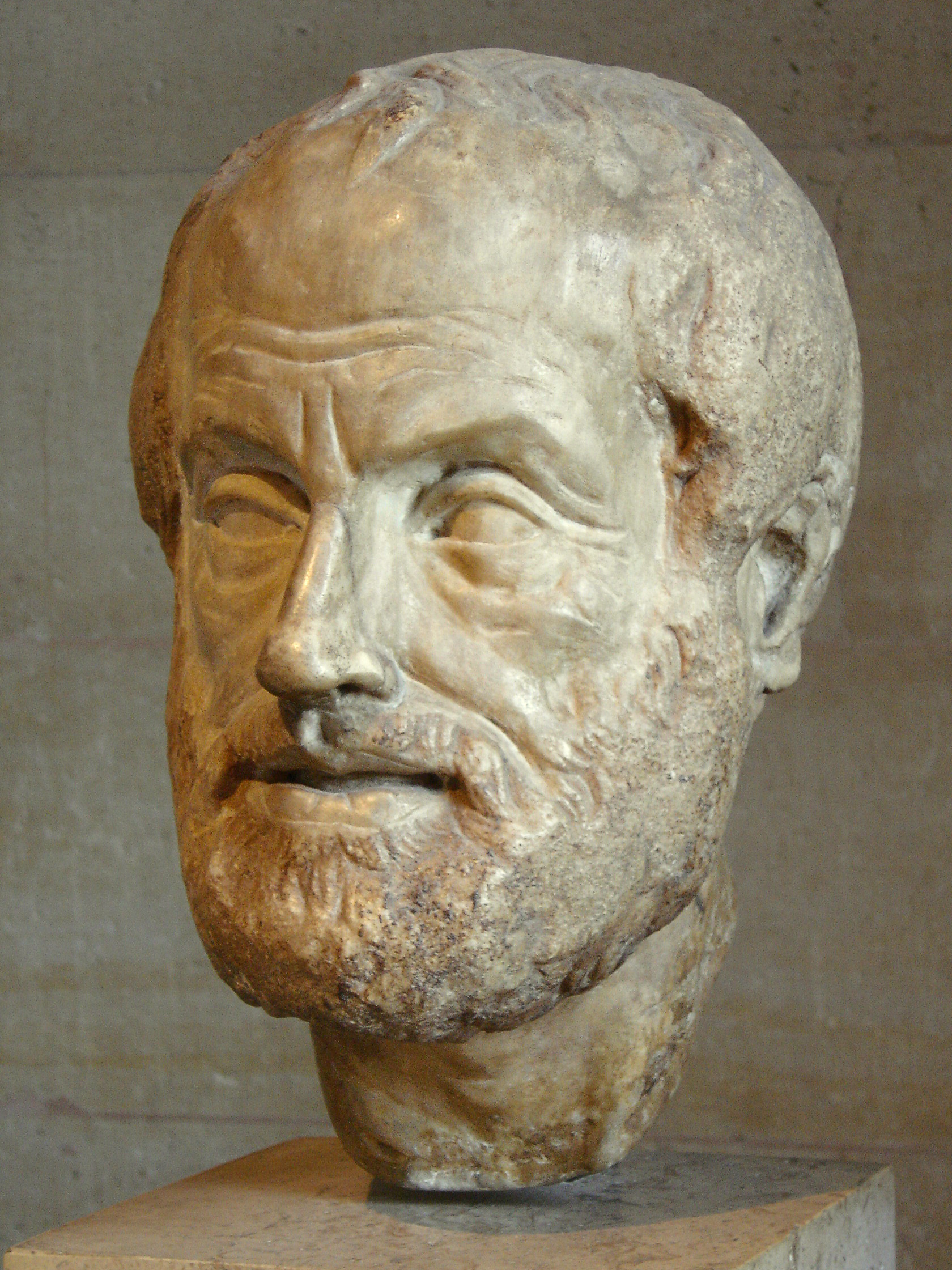
Arisztotelész

Az ókori etikai tanítások erényetikai tanítások. Középpontjukban az áll, hogy mi is az a legfőbb erény, amelyet az embernek birtokolnia kell ahhoz, hogy cselekedetei helyesek legyenek. További problémája az ókori etikáknak az erény megszerzésének a módja: az a kérdés, hogy születésünktől birtokában vagyunk-e az erényes cselekedetek ismeretének, vagy életünk során tanulás útján szerezzük meg azt.
Az erényetika leginkább Arisztotelész etikáján keresztül mutatható be. Szerinte az erény az a lelki alkat, ami dicséretet érdemel. Az erények két fajtáját különbözteti meg: az észbeli és az erkölcsi erényeket. Az észbeli erények (okosság, bölcsesség) olyan erények, amik taníthatók; az erkölcsi erényeket (mértékletesség, nemes lelkű adakozás) a szokás alakítja ki az emberben, nem taníthatóak.
Az erényetika képviselői továbbá kitioni Zénón és a sztoikus filozófusok. Zénón szerint minden jó, aminek része van az erényből. Az erényt pedig úgy határozta meg, mint ami egyaránt lehet mesterség vagy tudomány és nemmesterség és nemtudomány (nemes becsvágy, lelkierő). Erényre pedig úgy tesz szert az ember, hogy körülményei hozzák létre, mert ösztönszerűen kerüljük a természetellenest. Az összes erény célja a boldogság lesz.
A sztoikusok szerint többféle erény is létezik, amelyek azonban egymástól elválaszthatatlanok. Az erények testi jellegűek, úgy laknak a testben, mint valami élőlény. Az erények célja pedig a boldogság elérése.

### Kötelességetika

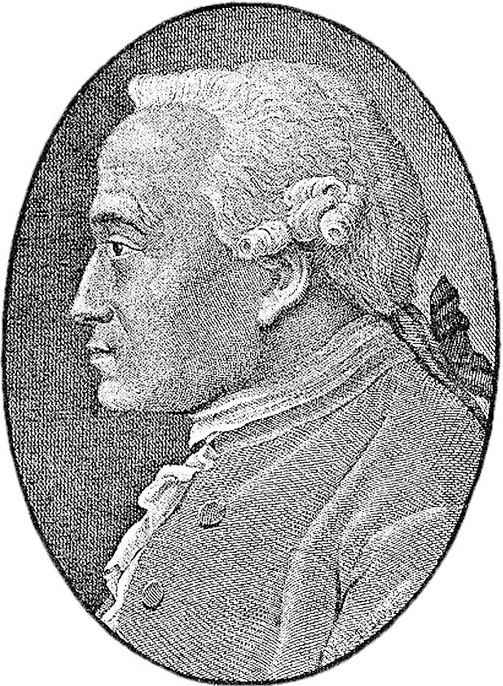
Kant

A kötelességetika az etikai szabályok kötelességét írja elő az emberre nézve. Ezen elmélet szerint egy cselekedet akkor erkölcsös, ha egy rögzített szabály szerint, kötelességtudatból (nem a hajlam vagy a részvét miatt) hajtják végre. A kötelességetika leginkább Kanton keresztül mutatható be.
Kant tiszta morálfilozófiát akart kidolgozni, amely mentes lenne mindentől, ami empirikus, ugyanis a kötelesség alapjait nem az emberi természetben kell keresni, hanem a priori, azaz a tiszta ész fogalmaiban. Az erkölcsi törvények minden gyakorlati megismerést megelőznek. Azonban ahhoz, hogy valami morálisan jó legyen, nem elég megfelelnie az erkölcs törvényeinek, hanem szükség van arra is, hogy a törvény kedvéért menjen végbe.
Morális tartalma akkor van egy cselekedetnek, ha nem hajlamból, de nem is félelemből, hanem kötelességtudatból erednek. Mindenkinek kötelessége jót cselekedni, a hiúság és az önzés szándéka nélkül. Továbbá egyedül csak a kötelességből fakadó cselekedetet lehet megparancsolni.
Az akaratot valamire késztető elv képzete a parancs. A parancs formája az imperatívusz. Az erkölcsiség imperatívusza a kategorikus imperatívusz: "Cselekedj úgy, hogy az emberiségre mindig mint célra és sohasem mint eszközre legyen szükséged". A kötelesség: kategorikus imperatívusz. Más megfogalmazásban a tiszta gyakorlati ész alaptörvénye Kant szerint: "Cselekedj úgy, hogy akaratod maximája mindenkor egyszersmind általános törvényadás elveként érvényesülhessen."
Egy másik, kötelességetikát képviselő filozófus, Harold Arthur Prichard. Szerinte az egész morálfilozófia azon a hibán alapul, hogy nem veszi figyelembe, hogy kötelességünk teljesítése gyakran ellenkezik a hajlamainkkal. Szerinte a kötelességérzet az a motívum, amelynek szempontjából ha egy cselekedetet jónak gondolunk, akkor úgy érezzük, hogy a cselekedetet végre is kell hajtanunk. A kötelesség egyfajta viszony másokkal, de magunkkal szemben is.
Prichard szerint egy morális cselekedet akkor helyes, ha kötelességérzetből hajtják végre. Aki kötelességből cselekszik, annak nincsen semmilyen célja (a cél az, aminek a vágya késztet a cselekvésre).

### Következményetikák
A következményetika két kulcskérdése: 
1. Mi az a jó, amit az erkölcsös cselekedetnek maximálisan elő kell idéznie?
2. Kinek számára kell e jót maximálisan előidéznie?

#### Értékelméletek

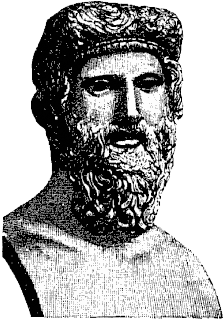
Platón

Az értékelméleti kérdés: Mi a jó? Az értékelmélet-etika bemutatható Platón Philébosz, Euthüphron vagy Lakhész dialógusain keresztül. (De Állam mű is ide sorolható).
A Philébosz-ban Platón úgy határozza meg a jót, mint amit a belátásban és a megismerésben kell keresni. A belátás teheti az embert boldoggá, ugyanis nem minden gyönyör jó, sokféle és különböző gyönyör létezik. Az igazi jónak olyannak kell lennie, ami semmi másra nem szorul ahhoz, hogy jó legyen. Végül Platón arra a következtetésre jut, hogy valamiféle középnek kell lennie a "jó"-nak, ugyanis aki csak az élvezeteket hajhássza egész életében, az valójában nem tudja, mi is az igazi gyönyör, azonban az olyan élet sem elfogadható, amelyben van ész, de teljes érzéstelenség van.

#### Utilitarizmus és etikai egoizmus

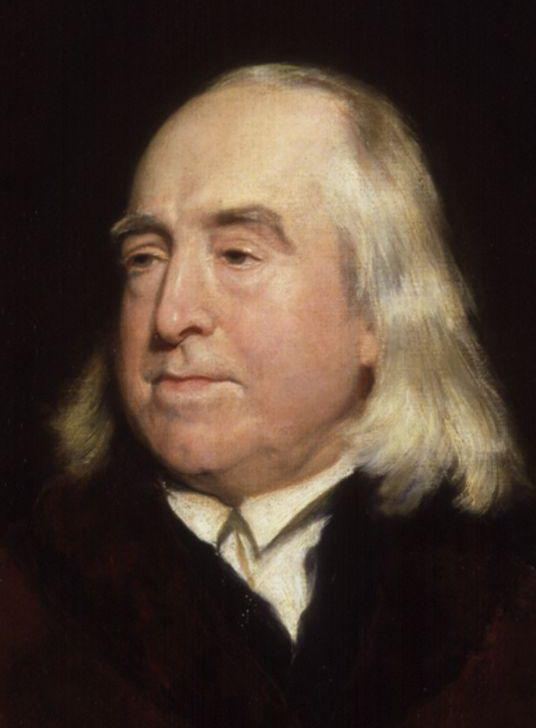
Bentham

A Kinek a számára kell maximalizálni a jót? – kérdéssel két szélső álláspontot képviselő irányzat foglalkozik: az utilitarizmus és az etikai egoizmus.
Az etikai egoizmus szerint az egyénnek saját maga számára kell előidéznie a legtöbb jót.
Az utilitarizmus alapelve: „a lehető legnagyobb boldogság a lehető legtöbb ember számára” (Mill). Ezen irányzat nagy hatású képviselői Jeremy Bentham és John Stuart Mill.
Az utilitarizmus irányzata a latin utilis szóból származik, jelentése: hasznos. Utilitarizmusnak azt az etikai irányzatot nevezzük, amely a cselekedetek, tevékenységek, döntések és választások helyességét azon méri, hogy azok mennyiben járulnak hozzá az egyének boldogságához.
Az utilitarista etika jól szemléltethető Jeremy Bentham (1748–1832) filozófiáján keresztül: mivel szerinte az emberi nemet a fájdalom és az élvezet kormányozza, ezért a hasznosság princípiuma a következő lesz: az helyes vagy helytelen, ami a boldogsághoz kell. Egy cselekedetet aszerint ítélünk hasznosnak vagy károsnak, hogy milyen mértékben mozdítja elő az emberiség boldogságát.
Mivel a közösség boldogsága Bentham szerint az egyének boldogságából tevődik össze, fontos, hogy tisztázva legyen minden egyes egyén érdeke. Benthamhoz hasonlóan gondolkodott Mill is, azzal a különbséggel, hogy szerinte nemcsak az élvezetek mennyisége, hanem a minősége is számít.

## Ismeretelméleti, ontológiai és motivációelméleti etika

### Etikai intellektualizmus

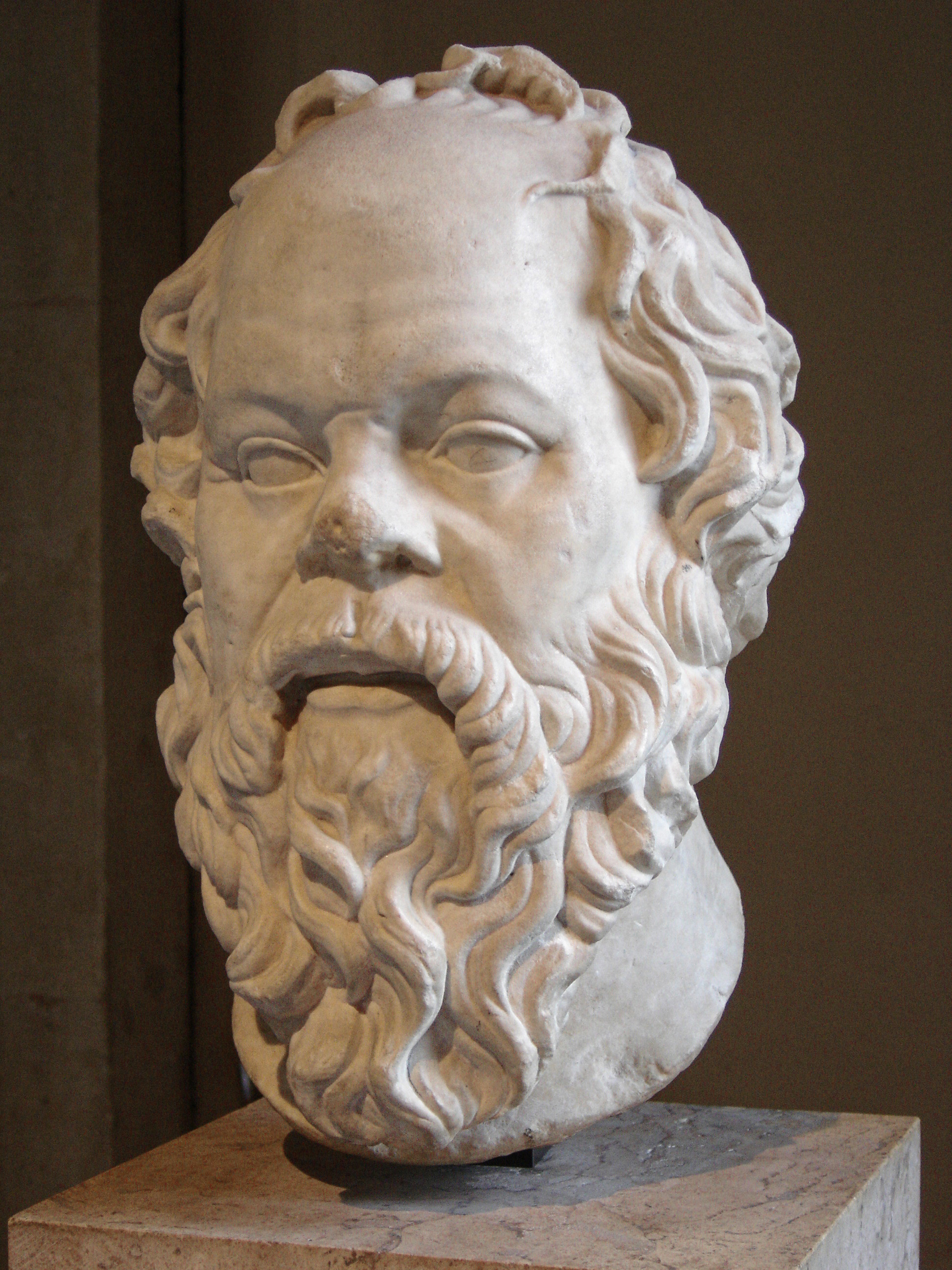
Szókratész

Etikai intellektualizmus: az erkölcsileg helyes cselekedet az ész előírásait követi. Ilyen például a szókratészi etika, amely a tudás és az erény között feltételez szoros kapcsolatot. Ezen etika képviselői voltak még Hippói Szent Ágoston, Zénón és a sztoikus filozófusok is.
Szókratész szerint a boldog élet megvalósításához tudásra van szükség: az embernek tudnia kell, hogy mi a jó és mi a helyes, és ennek alapján kell alakítania cselekedeteit. A jót tudni, vagy a jót tenni egy és ugyanazt jelenti.

### Etikai racionalizmus

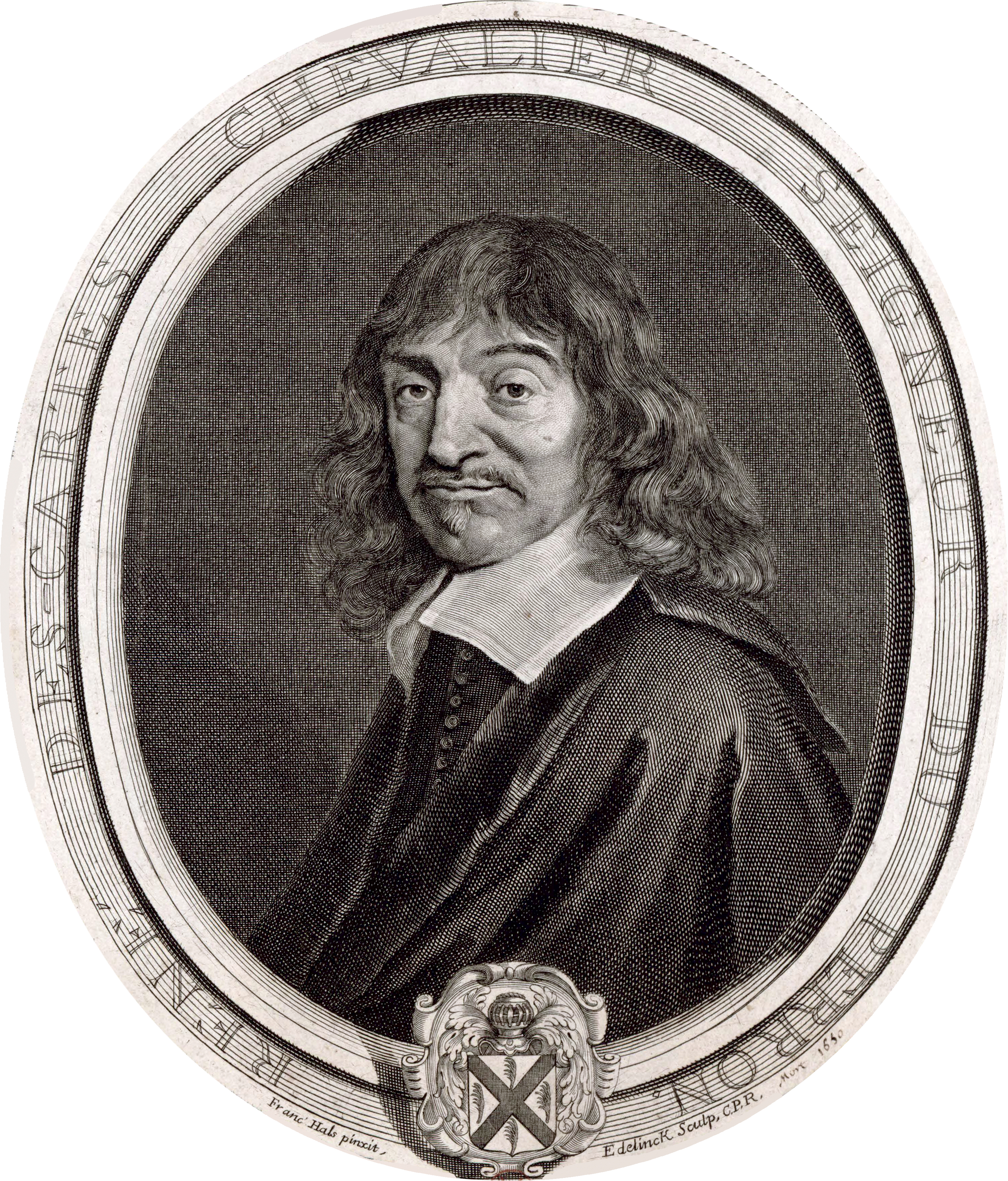
Descartes

Etikai racionalizmus: az erkölcsi elvek az ész közvetlen belátása és dedukció révén ismerhetők meg. Ezen etika képviselői Platón, Arisztotelész, Epiktétosz, Descartes, Clarke, Thomas Reid és Kant.
Az etikai racionalizmus Descartes etikáján keresztül könnyen bemutatható: Descartes arra törekszik, hogy csak olyan ismereteket fogadjon el igaznak, amelyek minden bizonnyal azok. Ehhez az összes eddigi igaznak hitt ismeretet elveti. Azonban – írja Descartes – mint ahogy aki lebontja házát, az új ház felépítéséig valamilyen ideiglenes házban kell meghúznia magát, úgy amíg nem találja meg a helyes gondolkodást, valamilyen ideiglenes etikát kell elfogadjon, ami szerint élhet. Ezek olyan törvények (szám szerint négy) amelyek szerint engedelmeskedni kell a haza törvényeinek, mindig óvakodni kell a szélsőséges véleményektől, határozottnak kell lenni a cselekedetekben. Csak azt kell saját tulajdonunknak tekinteni, ami tényleg a hatalmunkban van, azaz csak a gondolatainkat, ezenkívül semmit. Továbbá a legjobb foglalkozást kell választani (ami Descartes szerint az elme kiművelése terén keresendő).

### Etikai emotivizmus

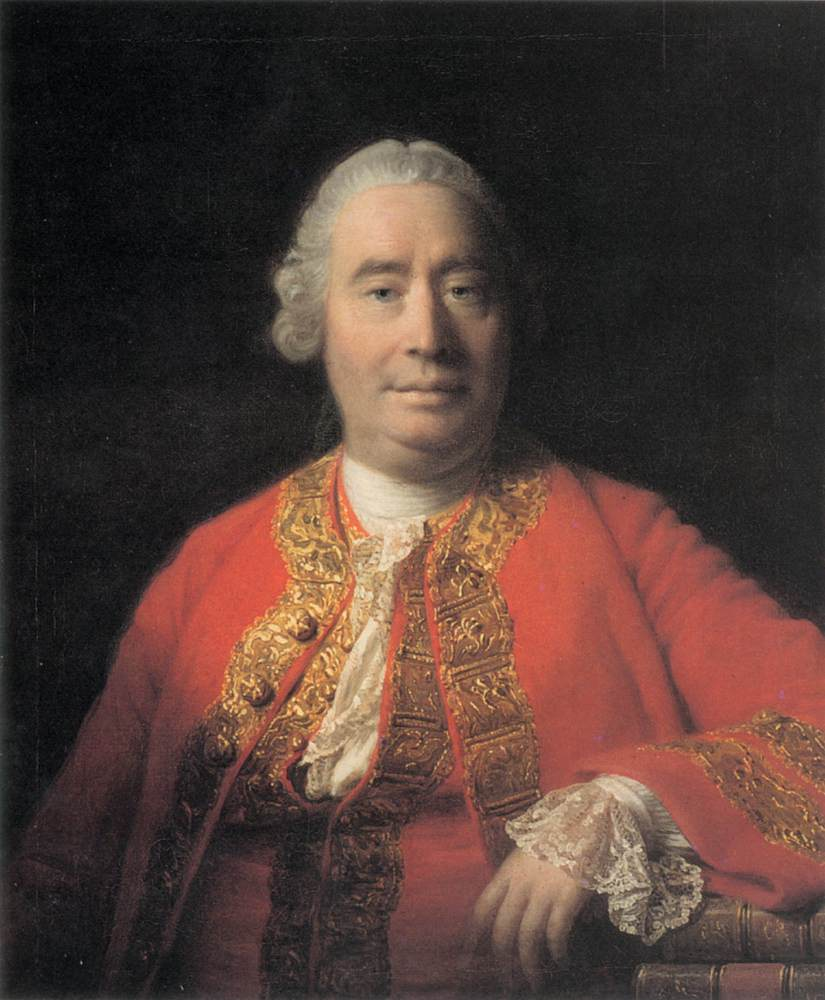
Hume

Azt az etikai álláspontot, amely az etikai ítéleteket az egyénben kiváltott érzések alapján különbözteti meg a ténybeli igazságokat megfogalmazó ítéletektől, emotivizmusnak nevezzük.
Az etikai emotivizmus képviselői(például David Hume, Shaftesbury) szerint az erkölcsi ítéletek nem tényállást fogalmaznak meg, hanem az ítéletet kimondó személy erkölcsi emócióit (érzéseit) fejezik ki. Aki megfogalmaz egy erkölcsi ítéletet, azért teszi, hogy hasonló emóciókat ébresszen abban a személyben, akihez szavait intézi, s ezáltal ösztönzi őt a cselekvés végrehajtására, vagy annak elkerülésére.
Hume szerint az ész nem elegendő az erkölcsi ítéletek megalkotásához, mint ahogyan azt egyes emberek gondolják. Az ész csak a hamis és igaz dolgok megkülönböztetésére képes. Ám a szenvedélyek, akarások, cselekedetek nem igazak és nem is hamisak, ebből az következik, hogy az ész nem vonatkozik rájuk.
Shaftesbury az erény és vallás kapcsolatát vizsgálja: nem lehet valakire azt mondani, hogy nem erényes csak azért, mert nem vallásos. Szerinte egy élőlényre csak akkor lehet rámondani, hogy rossz, ha az összes többi élő fajra kártékonynak bizonyul. Továbbá nem nevezhető valaki jónak, ha csak azért jó, mert fél a büntetéstől.
Shaftesbury szerint a legnagyobb gonosz is látja a különbséget a jó és a rossz között, és valamilyen szinten érti, hogy mi a természetes és a tiszta. A banditáknak is kell legyen valamilyen erkölcsi elvük. A valóban gonosz ember az, akinek természetes indulatai tökéletlenek vagy gyengék, önös indulatai erősek, indulatai természetellenesek. Ez alapján az ember nyomorúságos állapota a következő dolgokból ered: gonoszság és rosszaság. Ezen cselekedetek pedig önpusztítóak.

### Etikai szkepticizmus
Etikai szkepticizmus: az erkölcsi elvek egyáltalán nem igazolhatóak, vagy pedig egészen másfélék az alapjaik, mint amire igazolási kísérleteik során hivatkoznak.
Az etikai szkepticizmus Bernard Mandeville etikáján keresztül jól szemléltethető: szerinte egy bűnmentes, becsületes társadalom utópia. A jólét alapja a bűn, feltéve, hogy vannak törvények, amik ezt korlátozzák. Az emberek nem azért jók, mert ilyenek, hanem csak azért, mert rájöttek, hogy ha olykor megfékezik a vágyaikat, rengeteg bajt elkerülhetnek. Így az erény nevet adták mindazon tettnek, amely a racionális törekvés következtében a mások javát vagy a szenvedélyek legyőzését szolgálja. A vágyak feladása pedig nem a vallás, hanem a politikusok érdeme.
Mandeville szerint az ember embernek farkasa igazából nem a természetes állapotban, hanem a társadalmi állapotban alakul ki. A rablókra is szükség van a társadalom működésében, ők segítik elő, hogy egyes emberek ne tudjanak túl sok tőkét felhalmozni. Mandeville volt az, aki kiiktatta az etikából a szépség és a boldogság fogalmát.